# Dove Cameron
Dove Olivia Cameron (ur. jako Chloe Celeste Hosterman 15 stycznia 1996 w Seattle) – amerykańska aktorka i piosenkarka.
Wystąpiła m.in. w rolach tytułowych Liv i Maddie, jako Kayla Morgan w Cloud 9, oraz Mal w serii Następcy.
Cameron zagrała od tamtej pory w takich filmach fabularnych jak „Zabójcza”, „Noc Duchów: Miasteczko strachu” (2015), „Kluseczka” (2018), „Miłego żalu” (2022) oraz „Vengeance ”(2022). Zagrała także w musicalu telewizyjnym NBC „Hairspray Live!” (2016) i pojawiła się w kilku programach telewizyjnych, w tym „Agenci T.A.R.C.Z.Y.” i serii „Marvel Rising”.
Cameron użyczyła swojego głosu do albumów ze ścieżką dźwiękową do Liv i Maddie (2015) i Następcy (2015–2019). W 2023 roku wydała swój debiutancki album studyjny Alchemical: Volume 1, który poprzedził singiel „Boyfriend”, który odniósł sukces krytyczny, dotarł do pierwszej 20-tki na liście US Billboard Hot 100 i uzyskał certyfikat podwójnej platynowej płyty przyznany przez Recording Industry Association of America (RIAA).

## Życiorys

### Lata dziecięce
Dove urodziła się w Seattle w stanie Waszyngton jako Chloe Celeste Hosterman. Jest córką Philipa Alana Hostermana i Bonnie Wallace, którzy później rozwiedli się. Ma starszą siostrę Claire Hosterman. Dorastała w Bainbridge Island. Uczęszczała tam do Sakai Intermediate School. Idąc za śladami rodziców, Dove zaczęła w wieku ośmiu lat brać lekcje aktorstwa i występować w teatrze. Kiedy miała 14 lat przeniosła się do Los Angeles aby kontynuować karierę. Tam zmieniła imię oraz uczęszczała do Burbank High School, jak i również występowała w mistrzostwach pokazu chóru.
Dove ma szkockich i francuskich przodków. Dorastała we Francji, gdzie nauczyła się płynnie mówić po francusku. Jej ojciec zmarł w 2011 roku, kiedy Dove miała 15 lat, przed śmiercią nagrywał całe dzieciństwo Dove i jej starszej siostry. Po jego śmierci Cameron zmieniła swoje prawne imię na Dove na cześć ojca, który nazywał ją tym przezwiskiem.

### Kariera
Dove dostała rolę Holly Hermiker w serialu stacji Showtime, Shameless. Występowała w dwóch odcinkach Dzień Ojca i Piękny porządek. Później miała swój kolejny występ w Diabeł Cherry.
W 2012 roku udała się do Utah i zaczęła filmowanie do filmu Disney Channel – Cloud 9. Dove zagrała tam rolę Kayli Morgan. Ze swoim chłopakiem – Ryanem McCartanem poznanym na planie serialu Liv i Maddie założyła grupę "The Girl and the Dreamcatcher". 29 lipca 2016 roku ukazał się debiutancki minialbum duetu, zatytułowany Negatives.

## Dyskografia

### Albumy

#### Albumy studyjne
| Rok  | Dane dot. albumu                                             |
| ---- | ------------------------------------------------------------ |
| 2025 | TBA - Zostanie wydany: 2025 - Wytwórnia: Disruptor, Columbia |

#### Soundtracki
| Rok  | Dane dot. albumu                                                                                         | Certyfikaty                              |
| ---- | --- | ---------------------------------------- |
| 2015 | Liv i Maddie - Wydany: 17 marca 2015 - Wytwórnia: Walt Disney - Formaty: CD, digital download, streaming |                                          |
| 2015 | Następcy - Wydany: 31 lipca 2015 - Wytwórnia: Walt Disney - Formaty: CD, digital download, streaming     | - RIAA: złota płyta - BPI: srebrna płyta |
| 2017 | Następcy 2 - Wydany: 21 lipca 2017 - Wytwórnia: Walt Disney - Formaty: CD, digital download, streaming   | - RIAA: złota płyta - BPI: srebrna płyta |
| 2019 | Następcy 3 - Wydany: 2 sierpnia 2019 - Wytwórnia: Walt Disney - Formaty: CD, digital download, streaming | - RIAA: złota płyta - BPI: srebrna płyta |

### Minialbumy
| Rok  | Dane dot. albumu |
| ---- | --- |
| 2023 | Alchemical: Volume 1 - Wydany: 1 grudnia 2023 - Wytwórnia: Disruptor, Columbia - Formaty: digital download, streaming |

### Single

#### Jako główny wykonawca
| Rok  | Tytuł                               | Certyfikat | Album                |
| ---- | ----------------------------------- | --- | -------------------- |
| 2019 | „Bloodshot”                         | | –                    |
| 2019 | „Waste”                             | | –                    |
| 2019 | „So Good”                           | | –                    |
| 2019 | „Out of Touch”                      | | –                    |
| 2020 | „Remember Me” (gościnnie: Bia)      | | –                    |
| 2020 | „We Belong”                         | | –                    |
| 2021 | „LazyBaby”                          | | –                    |
| 2022 | „Boyfriend”                         | - RIAA: 2× platynowa płyta - ARIA: platynowa płyta - BPI: złota płyta - GLF: złota płyta - MC: platynowa płyta - ZPAV: platynowa płyta | Alchemical: Volume 1 |
| 2022 | „Breakfast”                         | - RIAA: złota płyta - PMB: złota płyta                                                                                                 | Alchemical: Volume 1 |
| 2022 | „Bad Idea”                          | | –                    |
| 2022 | „Girl Like Me”                      | | –                    |
| 2023 | „We Go Down Together” (oraz Khalid) | | –                    |
| 2023 | „Other Boys” (oraz Marshmello)      | | –                    |
| 2023 | „Lethal Woman”                      | | Alchemical: Volume 1 |
| 2023 | „Sand”                              | | Alchemical: Volume 1 |
| 2025 | „Too Much”                          | | TBA                  |
| 2025 | „French Girls”                      | | TBA                  |
| 2025 | „Romeo”                             | | TBA                  |

#### Jako wykonawca gościnny
| Rok  | Tytuł                                                                                              | Album                   |
| ---- | -------------------------------------------------------------------------------------------------- | ----------------------- |
| 2021 | „Taste of You” (Rezz, gościnnie: Dove Cameron)                                                     | Spiral                  |
| 2023 | „Use Me (Brutal Hearts)” (Diplo; gościnnie: Dove Cameron, Sturgill Simpson oraz Johnny Blue Skies) | Chapter 2: Swamp Savant |

#### Single promocyjne
| Rok  | Tytuł                                                                                           | Certyfikaty                                       | Album                       |
| ---- | ----------------------------------------------------------------------------------------------- | ------------------------------------------------- | --------------------------- |
| 2013 | „On Top of the World”                                                                           |                                                   | Liv and Maddie              |
| 2013 | „Better in Stereo”                                                                              |                                                   | Liv and Maddie              |
| 2014 | „Cloud 9” (oraz Luke Benward)                                                                   |                                                   | Disney Channel Play It Loud |
| 2014 | „Count Me In”                                                                                   |                                                   | Liv and Maddie              |
| 2014 | „You, Me, and the Beat”                                                                         |                                                   | Liv and Maddie              |
| 2015 | „What a Girl Is” (gościnnie: Christina Grimmie, Baby Kayly)                                     |                                                   | Liv and Maddie              |
| 2015 | „If Only”                                                                                       | - RIAA: platynowa płyta - BPI: srebrna płyta      | Descendants                 |
| 2016 | „Genie in a Bottle”                                                                             |                                                   | –                           |
| 2016 | „I'm Your Girl” (oraz Sofia Carson)                                                             |                                                   | –                           |
| 2016 | „Rather Be with You” (oraz Sofia Carson, Lauryn McClain, Brenna D'Amico)                        |                                                   | Descendants 2               |
| 2016 | „One Second Chance” (oraz Lauren Donzis)                                                        |                                                   | –                           |
| 2016 | „Evil”                                                                                          |                                                   | Descendants 2               |
| 2017 | „Power of Two” (oraz Lauren Donzis)                                                             |                                                   | –                           |
| 2017 | „Better Together” (oraz Sofia Carson)                                                           |                                                   | Descendants 2               |
| 2017 | „Ways to Be Wicked” (oraz Sofia Carson, Cameron Boyce, Booboo Stewart)                          | - RIAA: platynowa płyta - PMB: 2× platynowa płyta | Descendants 2               |
| 2017 | „My Destiny”                                                                                    |                                                   | –                           |
| 2017 | „Key of Life”                                                                                   |                                                   | –                           |
| 2017 | „White Christmas”                                                                               |                                                   | –                           |
| 2018 | „Born Ready”                                                                                    |                                                   | –                           |
| 2018 | „Stronger” (oraz China Anne McClain)                                                            |                                                   | –                           |
| 2019 | „Keep Your Head on Halloween”                                                                   |                                                   | –                           |
| 2019 | „Good to Be Bad” (oraz Sofia Carson, Booboo Stewart, Cameron Boyce, Jadah Marie, Anna Cathcart) | - RIAA: złota płyta                               | Descendants 3               |
| 2019 | „VK Mashup”                                                                                     |                                                   | Descendants 3               |
| 2020 | „Feeling the Love”                                                                              |                                                   | –                           |

## Filmografia

### Filmy
| Rok  | Film                                            | Rola                      | Nota              |
| ---- | ----------------------------------------------- | ------------------------- | ----------------- |
| 2014 | Cloud 9                                         | Kayla Morgan              | film TV, gł. rola |
| 2015 | Następcy                                        | Mal                       | film TV, gł. rola |
| 2015 | Zabójcza                                        | Liz Larson                |                   |
| 2015 | R.L. Stine’s Monsterville: The Cabinet of Souls | Beth                      | film TV, gł. rola |
| 2016 | Hairspray Live!                                 | Amber von Tussle          | film TV, gł. rola |
| 2017 | Następcy 2                                      | Mal                       | film TV, gł. rola |
| 2018 | Kluseczka                                       | Bekah Cotter              |                   |
| 2019 | Następcy 3                                      | Mal                       | film TV, gł.rola  |
| 2019 | Angry Birds 2                                   | Ella                      | głos              |
| 2019 | Marvel Rising: Playing with Fire                | Ghost-Spider / Gwen Stacy | film TV; głos     |

### Seriale
| Rok       | Serial                      | Rola                | Nota     |
| --------- | --------------------------- | ------------------- | -------- |
| 2012      | Shameless – Niepokorni      | Holly Hermiker      | 2 odc.   |
| 2012      | Mentalista                  | Charlotte Anne Jane | 1 odc.   |
| 2013      | Malibu Country              | Sienna              | 1 odc.   |
| 2013–2017 | Liv i Maddie                | Liv i Maddie Rooney | gł. role |
| 2015      | Następcy: Świat potępionych | Mal (głos)          | gł. rola |
| 2015      | Austin i Ally               | Bobbie              | 1 odc.   |
| 2017      | The Lodge                   | Jess                | 4 odc.   |
| 2018      | Agenci T.A.R.C.Z.Y.         | Ruby                | 4 odc.   |